# 高橋三千丈
高橋 三千丈（たかはし みちたけ、1956年11月10日 - ）は、静岡県熱海市出身の元プロ野球選手（投手、右投右打）・コーチ、解説者・評論家。2016年からは名古屋産業大学監督を務めた。

## 経歴

### プロ入りまで
多賀中学校時代は県大会準優勝投手、東海8県大会（ナゴヤ球場）で好投して東邦高の阪口慶三監督からも注目されるが、卒業後は静岡商業に進学し、荒れ球の剛球投手として鳴らす。2年次の1973年には春の選抜に出場するが、1回戦でこの大会に準優勝した広島商の佃正樹に完封を喫する。1年上のチームメイトに三塁手の秋田秀幸がいた。3年次の1974年の夏の甲子園静岡大会では3試合連続ノーヒットノーランを記録し、夏の選手権に出場。準々決勝に進み、前橋工業高の向田佳元と投げ合うが0-1で惜敗。2学年下に遊撃手の久保寺雄二、内野の控えであった大石大二郎がいた。
高校卒業後は1975年に明治大学へ進学し、同期の鹿取義隆と二枚看板として活躍。当時の東京六大学野球リーグは江川卓を擁する法政大学の全盛期であったが、江川らが卒業した直後で、主将も務めた4年次の1978年には春季で2年半ぶりに優勝。同季のベストナインを獲得し、同年の日米大学野球選手権日本代表にも選出された。リーグ通算55試合登板、18勝14敗、防御率2.36、156奪三振。
卒業後も恩師の島岡吉郎監督を訪ね、いつも天日干しの干物を島岡と後輩への土産にしていた。

### 現役時代
1978年のドラフト1位で中日ドラゴンズに入団。1年目の1979年から先発・中継ぎとして起用され、カーブ、フォーク、シュートを武器に5勝を記録。将来を期待されたが右腕に血行障害を患い、2年目の1980年から登板機会が減少。手術やリハビリを経て、1983年5月25日の阪神戦（甲子園）で初完封勝利を飾る。この試合ではゴロや振り逃げ失敗などによるアウトが1つもなかったため、球界史上初となる無補殺完封勝利となったが、結果的にこれが最後の勝ち星となった。1984年限りで現役を引退。

### 現役引退後
引退後も中日に残り、二軍投手コーチ（1985年 - 1986年, 1988年 - 1991年）、一軍投手コーチ（1987年, 1993年 - 1995年）、一軍投手コーチ補佐（1992年）を務めた。コーチ3年目の1987年には山崎武司・荒川哲男を引き連れてドジャース傘下への野球留学に同行し、現地では部屋を借りて3人で生活したが、山崎も荒川も試合に出してもらえなかった。その中でも高橋は耐え、試合が始まると、試合終了まで場外の小さな広場で2人にノックを打ち込んだ。2人が疲れていると見た日には、1人100本、2人で200本を打ち込んだ。この一心な姿がラルフ・アビラゼネラルマネージャーからロサンゼルスに報告され、1988年に星野仙一監督念願のベロビーチキャンプ実現に繋がった。ドミニカでのリーグ戦では、合流した現地チームの投手不足により、急遽登板して優勝に貢献した。1995年に監督の高木守道が休養し、ヘッドコーチの徳武定祐が監督代行に就任、徳武がさっそくコーチ陣の配置転換に着手、2軍投手コーチの鈴木孝政を1軍に昇格させ、高橋は2軍に配置転換となった。
1度目の退団後は日本テレビ・中京テレビ・東海ラジオ野球解説者、日刊スポーツ野球評論家（1996年 - 1997年）として活動し、『ズームイン!!朝!』の「プロ野球イレコミ情報」では中日情報を担当していた。
その後は再び中日に復帰し、一軍投手コーチ（1998年 - 2000年）、二軍投手コーチ（2001年 - 2002年, 2004年 - 2008年）、一軍投手チーフコーチ（2003年）を務め、一軍コーチ時代の1999年には11年ぶりのリーグ優勝に貢献。二軍ではプロ入り間もない吉見一起や浅尾拓也らを指導し、情熱的な指導には定評があり、20年以上も指導者として中日投手陣を支え続けた。
2度目の中日退団後は2008年オフに韓国KBO・LGツインズ秋季キャンプ投手インストラクターを務めた、2009年からは正式な一軍投手コーチに就任。チーム事情で6月から二軍を担当したものの、2011年退団。2012年には起亜タイガース一軍投手コーチに就任したが、一軍投手陣の防御率が開幕直後からリーグ最下位に低迷したことから、4月には二軍担当へ異動。結局、同年限りで退団。
帰国後の2013年に二軍投手コーチとして中日に復帰したが、1年で解雇。
2014年からはスポーツ用品の小売チェーン店を展開するヒマラヤで「プロアドバイザー」を務めた一方、プロ野球経験者による学生野球の指導に必要な学生野球資格の回復に向けて、2014年末に研修会へ参加。2015年1月30日付で日本学生野球協会による資格回復の適性認定を受けたところ、大学時代のチームメイトであった渋谷渉（菊華高校監督）から、系列校である名古屋産業大学監督への就任を要請された。2016年1月1日付で、同大学の監督に就任。
2018年からはクラブチーム・矢場とんブースターズのコーチに就任していた。

## 詳細情報

### 年度別投手成績
| 年 度     | 球 団     | 登 板 | 先 発 | 完 投 | 完 封 | 無 四 球 | 勝 利 | 敗 戦 | セ 丨 ブ | ホ 丨 ル ド | 勝 率 | 打 者 | 投 球 回 | 被 安 打 | 被 本 塁 打 | 与 四 球 | 敬 遠 | 与 死 球 | 奪 三 振 | 暴 投 | ボ 丨 ク | 失 点 | 自 責 点 | 防 御 率 | W H I P |
| --------- | --------- | ----- | ----- | ----- | ----- | -------- | ----- | ----- | -------- | ----------- | ----- | ----- | -------- | -------- | ----------- | -------- | ----- | -------- | -------- | ----- | -------- | ----- | -------- | -------- | ------- |
| 1979      | 中日      | 43    | 6     | 0     | 0     | 0        | 5     | 4     | 2        | --          | .556  | 425   | 102.0    | 94       | 15          | 37       | 1     | 0        | 60       | 3     | 0        | 52    | 47       | 4.15     | 1.28    |
| 1980      | 中日      | 8     | 1     | 0     | 0     | 0        | 0     | 1     | 0        | --          | .000  | 53    | 10.1     | 21       | 2           | 2        | 0     | 0        | 2        | 0     | 0        | 15    | 13       | 11.32    | 2.23    |
| 1983      | 中日      | 8     | 4     | 1     | 1     | 0        | 1     | 1     | 0        | --          | .500  | 91    | 21.1     | 26       | 5           | 5        | 0     | 0        | 9        | 0     | 0        | 11    | 11       | 4.64     | 1.45    |
| 1984      | 中日      | 1     | 0     | 0     | 0     | 0        | 0     | 0     | 0        | --          | ----  | 3     | 0.0      | 1        | 0           | 2        | 0     | 0        | 0        | 0     | 0        | 2     | 2        | ----     | ----    |
| 通算：4年 | 通算：4年 | 60    | 11    | 1     | 1     | 0        | 6     | 6     | 2        | --          | .500  | 572   | 133.2    | 142      | 22          | 46       | 1     | 0        | 71       | 3     | 0        | 80    | 73       | 4.92     | 1.41    |

### 記録
- 初登板：1979年4月21日、対広島東洋カープ2回戦（広島市民球場）、8回裏に4番手で救援登板・完了、1回無失点
- 初奪三振：1979年4月25日、対阪神タイガース4回戦（ナゴヤ球場）、9回表にリロイ・スタントンから
- 初先発：1979年5月28日、対広島東洋カープ9回戦（岡山県野球場）、6回0/3を3失点
- 初セーブ：1979年7月12日、対ヤクルトスワローズ13回戦（明治神宮野球場）、8回裏に2番手で救援登板・完了、2回無失点
- 初勝利：1979年7月14日、対読売ジャイアンツ14回戦（ナゴヤ球場）、6回表に3番手で救援登板、2回1失点
- 初先発勝利：1979年9月2日、対阪神タイガース22回戦（ナゴヤ球場）、7回2失点
- 初完投勝利・初完封勝利：1983年5月25日、対阪神タイガース7回戦（阪神甲子園球場）

### 背番号
- 12 （1979年 - 1984年）
- 89 （1985年 - 1992年、1998年 - 2008年、2013年）
- 88 （1993年 - 1994年）
- 87 （1995年）
- 79 （2009年 - 2011年）
- 80 （2012年）
- 10 （2018年）

## 関連情報

### 出演番組
- Dramatic Game 1844 - 出演していた、日本テレビのプロ野球中継の現行タイトル。
- 東海ラジオ ガッツナイター
- ズームイン!!朝!- 「プロ野球イレコミ情報」
- 行け!行け!!ドラゴンズ